# Camp Mjölner
Camp Mjölner var en grupperingsplats för 2 mekskyttekompaniet inom den svenska delen av KFOR-styrkan i Kosovo. Campen var aktiv under KS01 och avvecklades under KS02. Campen kallades även "Mushroom Factory".
Campen låg i Keqekolle.
Namnet Camp Mjölner användes tidigare på det svenska sjukvårdskompaniet i Dobojs förläggning under den svenska insatserna i Bosnien och Hercegovina.